# Galgagyörk, Pesta
Galgagyörk  este un sat în districtul Vác, județul Pesta, Ungaria, având o populație de 1.062 de locuitori (2011). 

## Demografie
Componența etnică a satului Galgagyörk
     Maghiari (75,84%)
     Slovaci (10,06%)
     Romi (8,34%)
     Germani (5,33%)
     Necunoscut (0,43%)
     Alții (0,43%)
Componența confesională a satului Galgagyörk
     Luterani (38,61%)
     Fără religie (4,14%)
     Reformați (2,45%)
     Necunoscută (54,8%)
     Alte religii (2,73%)
Conform recensământului din 2011, satul Galgagyörk avea 1.062 de locuitori. Din punct de vedere etnic, majoritatea locuitorilor (75,84%) erau maghiari, existând și minorități de slovaci (10,06%), romi (8,34%) și germani (5,33%). Apartenența etnică nu este cunoscută în cazul a 0,43% din locuitori. Nu există o religie majoritară, locuitorii fiind luterani (38,61%), persoane fără religie (4,14%) și reformați (2,45%). Pentru 54,8% din locuitori nu este cunoscută apartenența confesională.